# 미래고등학교 축구부
미래고등학교 축구부는 강원특별자치도 원주시에 위치한 미래고등학교의 축구부이다. 미래고등학교가 운영하는 축구부로 1992년에 창단 되었다. 본래 원주공업고등학교의 축구부 였으나, 2023년 학교가 이름을 바꾸면서 축구부 또한 이름이 바뀌었다.

## 참고 문헌
- “KFA 통합경기정보 시스템”. 대한축구협회.

## 같이 보기
- 미래고등학교